# Brandenburgers tại Bohemia
Brandenburgers tại Bohemia (tiếng Séc: Braniboři v Čechách, tiếng Việt: Những người Brandenburg tại Bohemia) là vở opera nổi tiếng của nhà soạn nhạc người Séc Bedřich Smetana, người viết lời cho tác phẩm là Karel Sabina. Tác phẩm này được sáng tác vào năm 1863. Đây là vở opera mang tinh thần yêu nước của Smetana. Nó phản ánh những sự kiện lịch sử trong cuộc đấu tranh giành độc lập dân tộc ở thế kỷ XVIII chống lại Đế chế Áo.